# S.I.R. John Winston Ono Lennon
S.I.R. John Winston Ono Lennon es un álbum bootleg de los ensayos previos a un concierto del músico británico John Lennon y su esposa Yoko Ono, registrados en estudio a finales de agosto de 1972. 
El espectáculo posterior sería efectuado en el Madison Square Garden junto a la banda Elephant's Memory, como parte de sus dos presentaciones benéficas "One to One", realizadas poco más de una semana después de estas grabaciones.

## Grabación
Las sesiones tuvieron lugar bajo la producción de Phil Spector, mayoritariamente entre el 21 y 22 de agosto de 1972 en el Studio Instrument Rentals (S.I.R. Studios), una sala situada en Manhattan, Nueva York, la cual iniciaba operaciones ese año. El nombre del disco es un obvio juego de palabras entre este estudio y el título honorífico británico de "Sir", ostentado por John Lennon. 
Las únicas excepciones fueron "Honey Hush" y las "jam session" de Yoko Ono, registradas el 18 de agosto en el Butterfly Studio y el 20 y 22 de agosto en el teatro Fillmore East, ambas sedes en la misma ciudad. Estas últimas sesiones tienen una calidad de sonido significativamente de menor calidad.
Como suele suceder en este tipo de grabaciones no oficiales, el audio no es el óptimo desde la cinta original y fue uno de los motivos fundamentales por las que nunca vio la luz en su momento. Los ensayos fueron editados en 1995 en formato de CD por la casa discográfica italiana Moonlight Records, empresa que adquirió los derechos para utilizar las grabaciones.
Junto con A Toot and a Snore in '74, éste es uno de los bootlegs de ensayos de John Lennon menos conocidos, y nunca incluidos en recopilaciones.

## Contexto
Los ensayos fueron grabados en un momento en que la carrera de John Lennon empezaba a tomar radicalmente otro rumbo, luego de su período más álgido como activista político.
El cambio en su orientación musical ocurrió en medio de varias circunstancias: el fracaso comercial de su polémico álbum Some Time in New York City (lanzado sólo dos meses antes), incluyendo los diversos hechos geo-políticos que convulsionaron al mundo en 1972, y finalmente, existía un deseo manifiesto del artista en volver a sus raíces habituales de rock and roll. Luego de casi dos años de tratar de darle forma, el proyecto lo lograría culminar en 1975 con la publicación de su álbum Rock 'n' Roll, aunque sólo incluyó en éste su versión de "Ain't That A Shame", de los temas ensayados en 1972. En una entrevista en 1975, Lennon afirmó que su álbum Rock 'n' Roll lo empezó en 1973 junto a Phil Spector, pero nunca se refirió a estos ensayos previos en SIR Studios. 
No es claro que estas grabaciones fueran originadas directamente para el concierto del 30 de agosto de 1972 en el Madison Square Grden (el cual fue filmado y editado bajo el nombre de Live in New York City hasta 1986), debido a que presenta muy pocas de las canciones interpretadas en el espectáculo: sólo aparecen "Come Together" y "Hound Dog". Es probable que Lennon sólo quisiera considerar posibles temas para futuras grabaciones en el estudio, sin tener la certeza de cuáles se iban a tocar en el show venidero.
Este CD se compone esencialmente de canciones clásicas de rock and roll y sólo una original de Lennon ("Come Together"). Las canciones acreditadas a Yoko Ono consisten en algunas improvisaciones de blues rock, con los gritos espontáneos de la japonesa. "We're All Water", es un tema de su autoría incluido en Some Time in New York City.
La edición eliminó buena parte de los diálogos entre John y la banda, centrándose en la interpretación de las canciones.

## Importancia histórica
A pesar de la baja calidad de sonido de este material, no cabe ninguna duda de que es una de las escasas ocasiones en que se pudo escuchar a John Lennon desde su posición "en vivo en el estudio" en su carrera como solista.
Una importancia adicional es que casi todas estas canciones nunca las interpretó en vivo, siendo por lo tanto la única grabación conocida de estos temas por su parte. Por otro lado, Lennon tampoco realizó una gira de conciertos durante su época post Beatles.

## Lista de canciones
1. "Roll Over Beethoven" (Chuck Berry) - 2:30
2. "Honey Don't" (Carl Perkins) - 3:05
3. "Ain't That A Shame" (Fats Domino/Dave Bartholomew) - 2:34
4. Medley: "My Babe" (Little Walter) y "Not Fade Away" (Charles Hardin/Norman Petty) - 2:30
5. "Send Me Some Lovin" (Richard Penniman) - 2:49
6. "Yoko Jam" (Yoko Ono) - 2:21
7. Medley: "Whole Lotta Shakin' Goin' On" (Dave "Curlee" Williams/James Faye "Roy" Hall) y "It'll Be Me" (Jerry Lee Lewis) - 5:29
8. "Honey Hush" (Big Joe Turner) - 2:13
9. Medley: "Don't Be Cruel" (Otis Blackwell) y "Hound Dog" (Jerry Leiber/Mike Stoller) - 4:27
10. "Carribean" (Mitchell Torok) - 3:09
11. "Honky Tonk" (Bill Doggett) - 3:11
12. "Mind Train" (Ono)- 8:07
13. "Come Together" – (Lennon/McCartney)- 7:00
14. "We're All Water" (Ono) - 11:04

## Personal
- John Lennon: voz, guitarra y teclados
- Yoko Ono: voz, teclados
- Jim Keltner: batería

### Elephant's Memory
- Wayne "Tex" Gabriel: guitarra principal
- John Ward: bajo
- Gary Van Scyoc: bajo
- Rick Frank: batería
- Adam Ippolito: teclados
- Stan Bronstein: saxofón